# Manuel Cuevas
Manuel Cuevas (Coalcomán Michoacán, México, 1933) es un diseñador de vestuarios para cantantes de Rock and Roll y música Country.

## Carrera profesional
En esta ciudad empezó a trabajar para la maestra bordadora Viola Grae. Trabajando para Viola Grae conoció a Nudie Cohn, diseñador de origen ucraniano, y se unió al negocio de este a principios de los años 1960, convirtiéndose con el paso del tiempo en su principal sastre, y posteriormente en su principal diseñador. Manuel trabajó 14 años para él. Se casó con la hija de Nudie, Bárbara, para posteriormente divorciarse de la misma. Después de este hecho dejó el negocio de Nudie y abrió su propio negocio en el norte de Hollywood a mediados de los años 1970's. Pronto lanza su propia tienda gracias a la maquinaria comprada al diseñador Nathan Turk, que para la época acababa de cerrar la suya debido a razones de salud. A finales de los años 1980's Manuel se muda a Nashville, Tennessee y abre su tienda, llamada Manuel's Exclusive Clothier's.

## Aportaciones
Manuel Cuevas es reconocido principalmente por haber diseñado varios de los trajes usados por Elvis Presley, especialmente los de color blanco.[cita requerida]Aunque con relación al cuarteto de Liverpool, The Beatles,  se ha confirmado que el diseñador y confeccionador de los uniformes de la famosa portada fue Maurice Berman, con lo que se desmiente dicha afirmación.
También es altamente conocido por ser el diseñador de los trajes negros usados por el cantante de country Johnny Cash y por ser el creador de las rosas y esqueletos insignia del grupo de rock Grateful Dead.

## Premios
- 2018: "National Heritage Fellowship" otorgado por el National Endowment for the Arts, que es el más alto honor del gobierno de los Estados Unidos en las artes populares y tradicionales.[2]

- 2015: "NAHCC's Outstanding Leadership in Arts & Culture Award" a Manuel, presentado por la Cámara de Comercio Hispana del Área de Nashville (NAHCC) durante su Gala Anual del Mes de la Herencia Hispana en Waller.

- 2014: "Father of the Year Honoree", Nashville, TN presentado por el Consejo del Día del Padre (junio de 2014).

- 2013: "Creativity Achievement Award", Morelia Michoacán, México Presentado por La Voz (junio de 2013).[3]

- 2012: "Lifetime Achievement Award", Morelia Michoacán, México Presentado por el Presidente Felipe Calderón Hinojosa de México (septiembre de 2012).

- 2011: "Best in Show", Wyoming, presentado por la Cámara de Comercio de Cody Country (septiembre de 2011).

- 2009: "Hispanic Entrepreneur Lifetime Achievement Award" presentado a Manuel Cuevas, propietario y fundador de Manuel American Designs de Nashville Tennessee otorgado por la Cámara de Comercio Hispana del Área de Nashville en los estudios de la Televisión Pública de Nashville (NPT).

- 2008: Premio "Cody High Style", Cody, Wyoming presentado por la Cámara de Comercio de Cody Country (septiembre de 2008).

- 2006: Reconocimiento de la Asociación de Música Country, Nashville, TN presentado por la Asociación de Música Country.[4]

- 2005: Inducción del Instituto Textil y de Vestuario del Museo Estatal de Tennessee, Nashville, TN presentado por el Instituto Textil y de Vestuario del Museo Estatal de Tennessee, 2005.

- 2003: Premio de reconocimiento HELO, Washington D. C., presentado por el Congreso de Ciudades de la Liga Nacional de Ciudades (diciembre de 2003).

- 2003: Achievement in the Arts, Nashville, TN Presentado por la Cámara Hispana de Tennessee

- 1996: Premio de Diseño Americano "Intercoiffure" presentado por la Intercoiffure America/Canadá

- 1992: Premio MODA, Washington D. C. presentado por los diseñadores hispanos, INC